# Касанова-и-Марсоль, Висенте
Висенте Касанова-и-Марсоль (исп. Vicente Casanova y Marzol; 16 апреля 1854, Борха, Испания — 23 октября 1930, Сарагоса, Испания) — испанский кардинал. Епископ Альмерии с 19 декабря 1907 по 7 марта 1925. Архиепископ Гранады с 7 марта 1925 по 23 октября 1930. Кардинал-священник с 30 марта 1925, с титулом церкви Санти-Витале-Валерия-Джервазио-э-Протазио с 17 декабря 1925.